# Anton Maria Stupan von Ehrenstein
Freiherr Anton Maria Stupan von Ehrenstein (* vor 1726; † 12. Dezember 1776 in Wien) war ein österreichischer Geheimer Staatsrat.

## Leben
Anton Maria Stupan von Ehrenstein entstammte einem aus Graubünden in die Steiermark eingewanderten Adelsgeschlecht. Anton Maria Stupan von Ehrenstein wurde am 2. September 1726 im steirischen Landtag als Rechtsgelehrter zum Regierungsrat gewählt. Die Aufnahme in die steirische Landsmannschaft erfolgte am 29. November 1749.
Aufgrund seiner Kenntnisse in der Staatsverwaltung wurde er in den am 30. Dezember 1760 unter Maria Theresia errichteten Staatsrat berufen, ihm gehörten drei Staatsminister, darunter der Staatskanzler, und drei weitere Adelige an. Maria Theresia strebte 1763 weitere diverse Reformen an, so verloren die Nebenländer das Recht auf eine eigene Verwaltung und die Stände verloren ihr Mitspracherecht bei Entscheidungen der Regierung. Gegen den Widerstand der Stände verteidigte Anton Maria Stupan von Ehrenstein die 1749 begonnenen Reformbemühungen von Maria Theresia. Es entstand das „Directorium in publicis et cameralibus“, eine Zentralbehörde, in der alle inneren Verwaltungsangelegenheiten der Erblande vereinigt wurden.
Er war auch als Ministerial-Banco-Deputations-Hofrat für die Wiener Stadt-Banco (Staatsbank) tätig, die für die Tilgung der Staatsschulden und die Aufbringung von Bargeld für den Staatshaushalt aus verzinsten Kapitaleinlagen zuständig war; das Stammkapital wurde aus den Erträgen bestimmter staatlicher Ämter (die dem Stadt-Banco abgetreten wurden) und aus Beiträgen der Kronländer gebildet.
Er entwarf Denkschriften zur Unterrichtung von Joseph II. über die Zustände und die Verfassung der innerösterreichischen Länder mit den Titeln „Kurze Nachricht von der innerlichen Beschaffenheit und Verfassung des Erzherzogthums Oesterreich unter und ober der 'Enns'“. Die zweite lautet: „Auf Allerhöchsten Befehl Allerunterthänigst abgefasster Unterricht von dem Zustand und von der gegenwärtigen Verfassung der Inner-Oesterreichischen Länder“.  Manche seiner Ansichten dürften Joseph II. später beeinflusst haben; daher ist die Mitteilung seiner Beschreibung Innerösterreichs von Wert.
Anton Maria Stupan von Ehrenstein wurde 1765 in den erbländischen Freiherrenstand erhoben.
Nachdem 1773 in der Obersteiermark, in Murau, Großlobming und Gogelsbach bei St. Georgen am Reith Religionsunruhen ausgebrochen waren und mehrere Hundert Personen lutherisch werden wollten, forderte der Bischof von Seckau, das strenge Maßregeln erlassen werden müssten, in Form von Leibesstrafen, Abstellung zum Militär und die Beschränkung des Lese- und Schreibunterrichts. Anton Maria Stupan von Ehrenstein wandte sich in einer Sitzung des Staatsrates entschieden gegen diese Forderungen, „... es sei ja eine bekannte Tatsache, dass es in vielen Ländern Österreichs heimliche Protestanten gebe, wolle man gegen diese alle Untersuchungen einleiten, Strafen verhängen, welchen Schaden, welches Aufsehen, welchen Verlust an Zeit und Geld würde dies verursachen!“. So wurde im Staatsrat gegen den Antrag des Seckauer Bischofs entschieden.
Am 12. Mai 1774 wurde ein neues Staatsrat-Statut erlassen, das Anton Maria Stupan von Ehrenstein gemeinsam mit Wenzel Anton von Kaunitz-Rietberg, Carl Friedrich Hatzfeldt zu Gleichen, Freiherr Tobias Philipp von Gebler und Freiherr Franz Karl von Kressel von Gualtenberg (1720–1801) entwarfen. Es setzte die alten Traditionen des Staatsrates fort.
Anton Maria Stupan von Ehrenstein hatte drei Söhne:
- Ottokar Ernst Stupan von Ehrenstein, wirklicher Hofkammerrat;
- Felix Matthäus Stupan von Ehrenstein (* 1743; † 26. Januar 1800), Hofrat bei der Hofkanzlei, mit ihm erlosch dieses Geschlecht;
- Johann Vincenz Stupan von Ehrenstein.

## Auszeichnungen
Anton Maria Stupan von Ehrenstein war ein Ritter des Königlich ungarische Sankt-Stephans-Orden.